# Spirobolus dissentaneus
Spirobolus dissentaneus är en mångfotingart som beskrevs av Karsch 1881. Spirobolus dissentaneus ingår i släktet Spirobolus och familjen Spirobolidae. Inga underarter finns listade i Catalogue of Life.